# Patrick Helmes
Patrick Helmes (født 1. marts 1984 i Köln, Vesttyskland) er en tysk tidligere fodboldspiller, der spillede som angriber hos blandt andet FC Köln, Sf Siegen, VfL Wolfsburg og Bayer Leverkusen. I Köln (2005-2008) var han en af de bærende kræfter i klubbens oprykning til Bundesligaen i 2008, og var i en periode også klubbens anfører.

## Landshold
Helmes nåede 13 kampe og to scoringer for Tysklands landshold, som han debuterede for den 28. marts 2007 i en venskabskamp mod Danmark.